# 독일 관세동맹

관세 동맹 1834년–1919년
파랑= 1834년
회색= 1866년까지 확장된 지역
노랑= 1866년 이후 탈퇴한 지역
빨강= 1828년의 독일 연방
분홍= 1834년까지 관련을 맺은 지역

독일 관세동맹(獨逸 關稅同盟, 독일어: Deutscher Zollverein, 영어: Zollverein treaties, German Customs Union)은 독일의 여러 주들이 관세와 일반 경제 정책을 협의하기 위해 만든 제휴 관계를 말한다. 역사상 가장 영향력이 컸던 관세동맹이기에 그냥 관세동맹(독일어: Zollverein)이라고만 쓰는 경우가 많다.

## 창설
관세 동맹은 1834년에 프로이센의 주도로 창설되었다. 합스부르크 군주국은 자국 산업에 대한 강력한 보호 정책을 시행하고 있어서 관세 동맹에 들어오지 못하였다. 이에 따라 같은 독일 연방 내에서도 프로이센과 관세 동맹 내의 주들은 오스트리아와는 다른 경제적 노선을 걷기 시작했다. 1866년까지 동맹의 규모는 지속적으로 확대되었다.

## 같이 보기
- 관세 동맹
- 메디아티시에룬그

## 참고 자료
- 《Great Power Diplomacy (1814-1914)》Norman Rich (McGrawHill 1992)